# دارکوب خطدار
دارکوب خطدار (نام علمی: Dryocopus lineatus) دارکوب بسیار بزرگی است که پرنده زادآور ساکن از جنوب مکزیک تا شمال آرژانتین و در ترینیداد در کارائیب است.
دارکوب خطدار حدود ۳۱٫۵ تا ۳۶ سانتیمتر (۱۲٫۴ تا ۱۴٫۲ اینچ) طول دارد. شبیه دارکوب کاکل‌دار (Dryocopus pileatus) در ایالات متحده آمریکا و کانادا است.
دارکوب‌های خطدار در حالی که در درختان حشرات را جستجو می‌کنند، سوراخ‌هایی ایجاد می‌کنند که اغلب بسیار بزرگ هستند. آنها عمدتاً حشرات، به ویژه مورچه‌ها، سوسک‌ها و لاروهای آنها را با برخی از دانه‌ها مانند گل خرچنگی و میوه‌ها، توت‌ها و هسته‌ها می‌خورند.

## نگارخانه

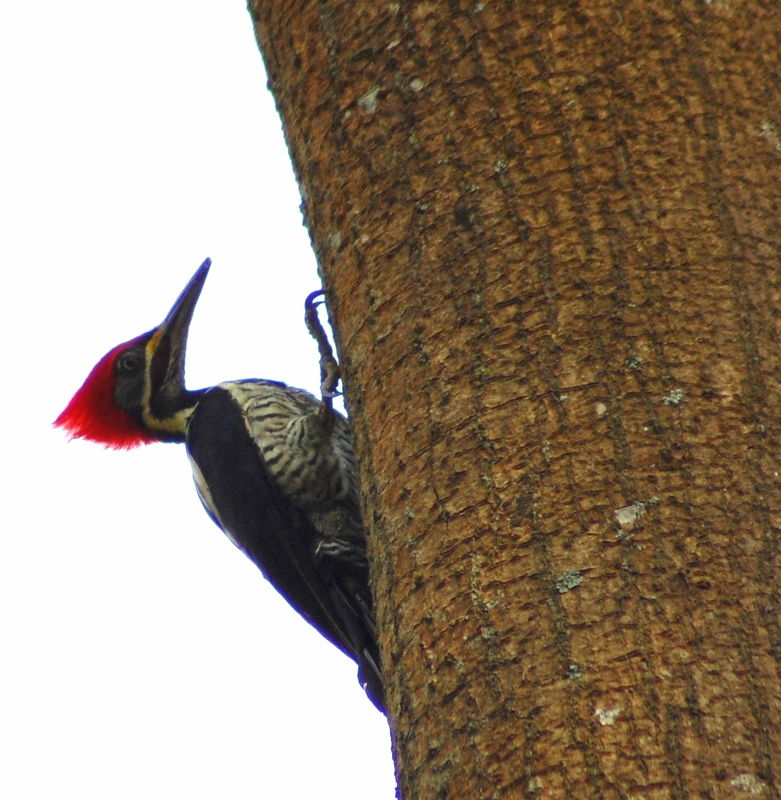
به نوار باریک چهره توجه کنید.